# Метель (малый противолодочный корабль)
«Метель» (МПК-64) — малый противолодочный корабль проекта 1124М (шифр «Альбатрос», кодовое обозначение НАТО — Grisha III class corvette). Предназначен для поиска, обнаружения и уничтожения подводных лодок противника в прибрежных районах.

## Вооружение
- 76 мм артиллерийская установка АК-176 (боезапас 550 выстрелов)
- 30 мм артиллерийская установка АК-630М (боезапас 3000 патронов)
- реактивная бомбометная установка РБУ-6000 «Смерч-2» (48 глубинных бомб РГБ-60)
- Пусковая установка зенитно-ракетного комплекса «Оса-МА» (боекомплект 24 ЗУР 9М-33М2)
- 2 спаренных 533 мм торпедных аппарата ДТА-53-1124 (может нести 4 торпеды типа 53-65К, СЭТ-53, СЭТ-53М, СЭТ-65)
- переносной зенитно ракетный комплекс «Стрела-3» (боекомплект 16 ЗР 9К34) с кормовой МТУ с четырьмя направляющими.

### Средства радиоэлектронной борьбы
- две ПУ КЛ-101 комплекса РЭБ ПК-16 (128 выстрелов АЗ-ТСП-60УМ)
- РЛС РЭБ «Вымпел-Р2»

### Гидроакустическое, навигационное и радиотехническое вооружение
- ОГАС МГ-339Т «Шелонь-Т»
- ГАС МГ-335 «Платина-С»
- НРЛС «Дон-2»
- РЛС общего обнаружения МР-320 «Топаз-2»
- РЛС РТР «Бизань-4Б»
- АП РЛС СУАО «Вымпел-А»
- АП РЛС «Топаз-2В»;
- Радиопеленгатор АРП-50Р
- ГАС МГ-322Т «Амгунь»
- ГАС звукоподводной связи МГ-26 «Хоста»
- ГАС КМГ-12 «Кассандра»
- ГАС приема сигналов гидроакустических буев МГС-407К
- Станция обнаружения теплового кильватерного следа ПЛ МИ-110КМ
- Станция обнаружения радиационного кильватерного следа ПЛ МИ-110Р
- РАС «Нихром-КМ»

## История службы
Корабль заложен на Хабаровском судостроительном заводе им. 60-летия СССР 4 января 1988 года. 15 января 1990 года зачислен в списки кораблей ВМФ. Спущен на воду 2 октября 1990 года. После прохождения Заводских испытаний, в 1990 году МПК-64 перешёл по реке Амур в Татарский пролив, и прибыл во Владивосток на сдаточную базу Хабаровского ССЗ для прохождения ГХИ. 31 декабря 1990 года подписан приёмный акт. 14 марта 1991 года вошёл в состав 169 ОДНКОВР с базированием на посёлок Тимофеевка Ольгинского района Приморского края (залив Владимира), под тактическим номером МПК-64.

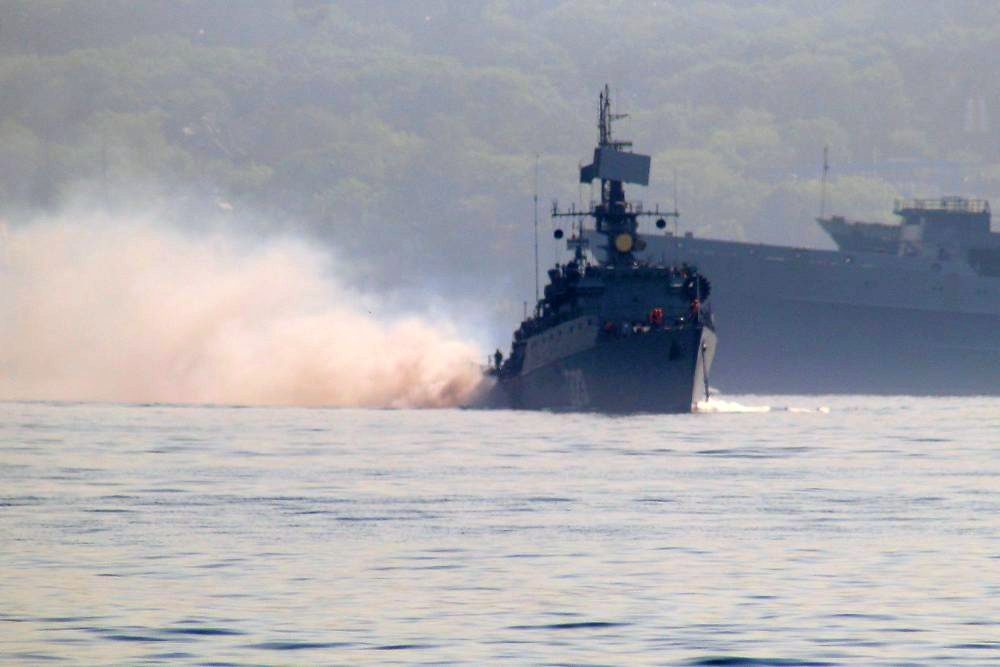
МПК «Метель» выходит на боевое дежурство

26 июля 1992 года торжественно спущен флаг ВМФ СССР и поднят Андреевский флаг.
В 1994 году МПК-64 был зачислен в состав 11 дивизиона противолодочных кораблей 47 БрКОВР.
В 1998 году в результате организационно-штатных мероприятий на флоте, корабль вошёл в состав 11 дивизиона кораблей охраны водного района (днкОВР) 165 бригады надводных кораблей Приморской флотилии разнородных сил.
1 октября 2001 года, по инициативе гвардии главного старшины Фомичёва Юрия Александровича и ветеранов Тихоокеанского флота, решением Главнокомандующего ВМФ России МПК-64 переименован в честь гвардейского сторожевого корабля «Метель», экипаж которого в ходе советско-японской войны 15 августа 1945 года успешно высадил десант в Сейсин (Чхонджин), а 19 августа 1945 года десант в Дзёсин (яп. 城津, кор. 성진, Сонджин, ныне Кимчхэк кор. 김책)
За время службы 2011 года корабль прошел 7000 морских миль. Были успешно отработаны задачи КШУ в районе Камчатки.
Май 2012 года — служба по охранению водного района и обеспечение безопасности расхождения гражданских и военных кораблей в заливе Петра Великого.
По состоянию на январь 2016 года МПК «Метель» входил в состав 11-го дивизиона кораблей охраны водного района 165-й бригады надводных кораблей Краснознамённого Тихоокеанского флота с базированием на Владивосток. Текущий бортовой номер — 323.
14 марта — День корабля.

## Происшествия
12 июня 1997 года при отбывании наказания погиб матрос. По результатам расследования помощник командира корабля старший лейтенант Черкашев признан виновным в совершении должностного преступления и приговорён к лишению свободы.

## Командиры корабля
- 1990—1991 гг — капитан-лейтенант Пупырев Владимир Григорьевич
- 1991—1992 гг — капитан 3-го ранга Мясников Владимир Валентинович
- 1992—1993 гг — капитан 3-го ранга	Чубуков Александр Викторович
- 1993—1993 гг — капитан-лейтенант Хвесько Александр Викторович
- 1993—1996 гг — капитан 3-го ранга Рыбаков Игорь Николаевич
- 1996—1998 гг — капитан-лейтенант Вьюрков Александр Николаевич
- 1998—2000 гг — капитан-лейтенант Осипов Игорь Владимирович. Указом Президента Российской Федерации от 3 мая 2019 года № 203 вице-адмирал Игорь Осипов назначен командующим Черноморским флотом ВМФ России. 31 мая 2019 года ему вручён личный штандарт командующего Черноморским флотом[7]. Указом Президента РФ № 355 от 11 июня 2021 года присвоено звание адмирал[8][9]
- 2000—2004 гг — капитан 3-го ранга Васильев Сергей Степанович
- 2004—2008 гг — капитан 3-го ранга Панков Сергей Владимирович[10]
- С 2008 года — капитан 3-го ранга Потапов Олег[4]